# Polk County (Minnesota)
Polk County is een county in de Amerikaanse staat Minnesota.
De county heeft een landoppervlakte van 5.103 km² en telt 31.369 inwoners (volkstelling 2000). De hoofdplaats is Crookston.